# 各年のフィリピンの一覧
各年のフィリピンの一覧（かくねんのフィリピンのいちらん）は、フィリピンの各年ごとの記事の一覧。この一覧ではフィリピンの各年ごとの記事の他、各世紀と各年代、フィリピンの各分野における各年ごとの記事についても取り扱う。

## 一覧

### 16世紀
- 1520年代
  - 1521年のフィリピン（英語版） 1522年のフィリピン（英語版） 1523年のフィリピン（英語版） 1524年のフィリピン（英語版）
  - 1525年のフィリピン（英語版） 1526年のフィリピン（英語版） 1527年のフィリピン（英語版） 1528年のフィリピン（英語版） 1529年のフィリピン（英語版）
- 1530年代
  - 1530年のフィリピン（英語版） 1531年のフィリピン（英語版） 1532年のフィリピン（英語版） 1533年のフィリピン（英語版） 1534年のフィリピン（英語版）
  - 1535年のフィリピン（英語版） 1536年のフィリピン（英語版） 1537年のフィリピン（英語版） 1538年のフィリピン（英語版） 1539年のフィリピン（英語版）
- 1540年代
  - 1540年のフィリピン（英語版） 1541年のフィリピン（英語版） 1542年のフィリピン（英語版） 1543年のフィリピン（英語版） 1544年のフィリピン（英語版）
  - 1545年のフィリピン（英語版） 1546年のフィリピン（英語版） 1547年のフィリピン（英語版） 1548年のフィリピン（英語版） 1549年のフィリピン（英語版）
- 1550年代
  - 1550年のフィリピン（英語版） 1551年のフィリピン（英語版）

### 19世紀
- 1890年代
  - 1890年のフィリピン（英語版） 1891年のフィリピン（英語版） 1892年のフィリピン（英語版） 1893年のフィリピン（英語版） 1894年のフィリピン（英語版）
  - 1895年のフィリピン（英語版） 1896年のフィリピン（英語版） 1897年のフィリピン（英語版） 1898年のフィリピン（英語版） 1899年のフィリピン（英語版）
- 1900年代
  - 1900年のフィリピン（英語版）

### 20世紀
- 1900年代
  - 1901年のフィリピン（英語版） 1902年のフィリピン（英語版） 1903年のフィリピン（英語版） 1904年のフィリピン（英語版）
  - 1905年のフィリピン（英語版） 1906年のフィリピン（英語版） 1907年のフィリピン（英語版） 1908年のフィリピン（英語版） 1909年のフィリピン（英語版）
- 1910年代
  - 1910年のフィリピン（英語版） 1911年のフィリピン（英語版） 1912年のフィリピン（英語版） 1913年のフィリピン（英語版） 1914年のフィリピン（英語版）
  - 1915年のフィリピン（英語版） 1916年のフィリピン（英語版） 1917年のフィリピン（英語版） 1918年のフィリピン（英語版） 1919年のフィリピン（英語版）
- 1920年代
  - 1920年のフィリピン（英語版） 1921年のフィリピン（英語版） 1922年のフィリピン（英語版） 1923年のフィリピン（英語版） 1924年のフィリピン（英語版）
  - 1925年のフィリピン（英語版） 1926年のフィリピン（英語版） 1927年のフィリピン（英語版） 1928年のフィリピン（英語版） 1929年のフィリピン（英語版）
- 1930年代
  - 1930年のフィリピン（英語版） 1931年のフィリピン（英語版） 1932年のフィリピン（英語版） 1933年のフィリピン（英語版） 1934年のフィリピン（英語版）
  - 1935年のフィリピン（英語版） 1936年のフィリピン（英語版） 1937年のフィリピン（英語版） 1938年のフィリピン（英語版） 1939年のフィリピン（英語版）
- 1940年代
  - 1940年のフィリピン（英語版） 1941年のフィリピン（英語版） 1942年のフィリピン（英語版） 1943年のフィリピン（英語版） 1944年のフィリピン（英語版）
  - 1945年のフィリピン（英語版） 1946年のフィリピン（英語版） 1947年のフィリピン（英語版） 1948年のフィリピン（英語版） 1949年のフィリピン（英語版）
- 1950年代
  - 1950年のフィリピン（英語版） 1951年のフィリピン（英語版） 1952年のフィリピン（英語版） 1953年のフィリピン（英語版） 1954年のフィリピン（英語版）
  - 1955年のフィリピン（英語版） 1956年のフィリピン（英語版） 1957年のフィリピン（英語版） 1958年のフィリピン（英語版） 1959年のフィリピン（英語版）
- 1960年代
  - 1960年のフィリピン（英語版） 1961年のフィリピン（英語版） 1962年のフィリピン（英語版） 1963年のフィリピン（英語版） 1964年のフィリピン（英語版）
  - 1965年のフィリピン（英語版） 1966年のフィリピン（英語版） 1967年のフィリピン（英語版） 1968年のフィリピン（英語版） 1969年のフィリピン（英語版）
- 1970年代
  - 1970年のフィリピン（英語版） 1971年のフィリピン（英語版） 1972年のフィリピン（英語版） 1973年のフィリピン（英語版） 1974年のフィリピン（英語版）
  - 1975年のフィリピン（英語版） 1976年のフィリピン（英語版） 1977年のフィリピン（英語版） 1978年のフィリピン（英語版） 1979年のフィリピン（英語版）
- 1980年代
  - 1980年のフィリピン（英語版） 1981年のフィリピン（英語版） 1982年のフィリピン（英語版） 1983年のフィリピン（英語版） 1984年のフィリピン（英語版）
  - 1985年のフィリピン（英語版） 1986年のフィリピン（英語版） 1987年のフィリピン（英語版） 1988年のフィリピン（英語版） 1989年のフィリピン（英語版）
- 1990年代
  - 1990年のフィリピン（英語版） 1991年のフィリピン（英語版） 1992年のフィリピン（英語版） 1993年のフィリピン（英語版） 1994年のフィリピン（英語版）
  - 1995年のフィリピン（英語版） 1996年のフィリピン（英語版） 1997年のフィリピン（英語版） 1998年のフィリピン（英語版） 1999年のフィリピン（英語版）
- 2000年代
  - 2000年のフィリピン（英語版）

### 21世紀
- 2000年代
  - 2001年のフィリピン（英語版） 2002年のフィリピン（英語版） 2003年のフィリピン（英語版） 2004年のフィリピン（英語版）
  - 2005年のフィリピン（英語版） 2006年のフィリピン（英語版） 2007年のフィリピン（英語版） 2008年のフィリピン（英語版） 2009年のフィリピン（英語版）
- 2010年代
  - 2010年のフィリピン（英語版） 2011年のフィリピン（英語版） 2012年のフィリピン（英語版） 2013年のフィリピン（英語版） 2014年のフィリピン（英語版）
  - 2015年のフィリピン（英語版） 2016年のフィリピン（英語版） 2017年のフィリピン（英語版） 2018年のフィリピン（英語版） 2019年のフィリピン（英語版）
- 2020年代
  - 2020年のフィリピン（英語版）

## 文化と芸術

### テレビ放送
- List of years in Philippine television（英語版）

### 映画
- List of Philippine films（英語版）